# سابيليوليوما الأول
سابيليوليوماس أو سابيليوليوما الأول ( القرن 14 ق.م ). ملك حيثي قديم ( حوالي 1380 - 1346 ق.م ).
سابيليوليوماس أو سابيليوليوما الأول هو ملك الحيثيين أيام حكم توت عنخ آمون في مصر، أرسلت له الأميرة (أس أن با آمون) زوجة توت عنخ آمون رسالة لأرسال أحد أبنائه ليتزوجها وتعلنه حاكما على مصر، وذلك بعد موت زوجها توت عنخ آمون.
أرسل سابيليولوماس أحد أبنائه إلى مصر ليتزوج من الأميرة المصرية، ولكنه الأبن قتل قبل أن يصل إلى مصر بيد إما حور محب أو الكاهن آي.
( هذا الملك الحثّي العظيم أعاد تشييد العاصمة الأمبراطورية الحثية حاتوس ، وحصَّنها . ثم قاد جيشاً إلى خارج حدود بلاده ، وتقدَّم نحو سوريا ، فأحتلها وقواها ، وفي أواخر سني حكمه ، كانت أمبراطوريته تمتد من غربي تركيا حتى بيت المقدس ، وكان من القوة بحيث كان سائر الملوك يلجأون إليه للتحكيم فيما بينهم من خلافات للفصل في نزاعاتهم ، وقد توفي بالطاعون سنة 1346 قبل الميلاد ).